# 大阪府立摂津高等学校
大阪府立摂津高等学校（おおさかふりつせっつこうとうがっこう）は、大阪府摂津市にある公立高等学校。

## 概要
全日制の普通科と体育科を設置している。
体育科では、普通教科に加えて体育の専門科目についても学ぶ。体育科は2011年に設置された。大阪府内公立高等学校としては4校目の設置となり、大阪府立高等学校としての新設は大阪府立大塚高等学校に次ぐ2校目 となる。大阪府北部地域に体育科の高等学校を設置する構想が出されたことで、交通の便や設備などを勘案して摂津高等学校に体育科が設置された。

## 沿革
1972年に全日制普通科の高等学校として開校した。
大阪府教育委員会は2009年に体育科の設置構想を公表した。大阪府内での既存の体育科設置公立高等学校3校の立地条件から、淀川以北の大阪府北部地域からの進学者が少なかったことで、大阪府北部地域や周辺地域で体育科に進学したい中学生や保護者のニーズに応えるためとして、府北部に体育科の高等学校を増設することとした。大阪府内北部の一円から通学しやすい交通の便や、グラウンド面積が広いこと、部活動が盛んなことなどの条件を勘案して、摂津高等学校が体育科設置対象校として選定された。準備を経て2011年度に体育科を設置している。

### 年表
- 1972年 - 開校。
- 2011年 - 体育科を設置。

## 部活動
サッカー部は第54回、第61回全国高等学校サッカー選手権大会に出場した実績を持つ。バドミントン部も度々近畿大会に出場し、北摂大会では常に上位をキープしている。

## 出身者
- 6代目笑福亭枝鶴 - 落語家
- センス@ - 映画監督
- 寺園敦史 - ジャーナリスト
- 田辺満 - 脚本家
- 遙洋子 - タレント、作家、フェミニスト
- 上野山信行 - サッカー元選手で指導者。元ガンバ大阪育成・普及部長
- 小倉勉 - 大宮アルディージャ監督
- 沼田駿也 - レノファ山口FC選手
- 白井淳 - アルビレックス新潟GKコーチ
- 鈴木康仁 - 柏レイソル元GKコーチ
- 三木良太 - 元ファジアーノ岡山選手
- 白國亮大 - ラグビーユニオン選手
- 原渕修人 - ラグビーユニオン選手
- 三島藍伴 - ラグビーユニオン選手
- 鎌倉涼 - 女子競艇選手（中途退学）
- 都築博志 - 実業家、エンジェル投資家

## 交通
- 阪急京都線摂津市駅 東へ約600m
- 東海道本線（JR京都線）千里丘駅 東へ約1.1 km
- 大阪モノレール 沢良宜駅 南へ約1km
- 大阪モノレール 摂津駅 北へ約1.1 km